# Irving Kaplansky
Irving Kaplansky (Toronto, 22 de março de 1917 — Los Angeles, 25 de junho de 2006) foi um matemático canadense.

## Contribuições matemáticas
Kaplansky fez grandes contribuições para a teoria dos grupos, teoria dos anéis, teoria das álgebras de operadores e teoria de campos e criou o teorema da densidade de Kaplansky, o jogo de Kaplansky e a conjectura de Kaplansky. Ele publicou mais de 150 artigos e 11 livros matemáticos.
Kaplansky foi o supervisor de doutorado de 55 alunos, incluindo os notáveis matemáticos Hyman Bass, Susanna S. Epp, Günter Lumer, Eben Matlis, Donald Ornstein, Ed Posner, Alex F. T. W. Rosenberg, Judith D. Sally e Harold Widom.

## Publicações selecionadas

### Livros
- Kaplansky, Irving (1954). Infinite Abelian groups. [S.l.: s.n.][4]  ed. revisada. 1971 com várias reimpressões posteriores
- —— (1955). An introduction to differential algebra. [S.l.]: University of Chicago Press 2nd edn. Paris: Hermann. 1957
- —— (1966). Introdução à teoria de Galois, por I. Kaplansky. Pref. de Elon Lages Lima. [S.l.: s.n.]
- —— (1968). Rings of operators. [S.l.: s.n.]
- —— (1969). Fields and rings. [S.l.: s.n.] 2nd edn. 1972
- —— (1969). Linear algebra and geometry; a second course. [S.l.: s.n.] ed. revisada. 1974
- —— (1970). Algebraic and analytic aspects of operator algebras. [S.l.: s.n.] ISBN 9780821816509
- —— (1971). Lie Algebras and Locally Compact Groups. [S.l.]: University of Chicago Press. ISBN 0-226-42453-7 várias reimpressões posteriores
- —— (1972). Set theory and metric spaces. [S.l.: s.n.] 2nd edn. 1977
- —— (1974). Commutative Rings. Col: Lectures in Mathematics. [S.l.]: University of Chicago Press. ISBN 0-226-42454-5 1ª ed. 1966; revisado em 1974 com várias reimpressões posteriores

com I. N. Herstein: —— (1974). Matters mathematical. [S.l.]: New York, Harper & Row. ISBN 9780060428037 2nd edn. 1978
- Kaplansky, Irving (1995). Selected papers and other writings. [S.l.: s.n.] ISBN 9780387944067

### Artigos
- Kaplansky, Irving (1944). «Symbolic solution of certain problems in permutations». Bull. Amer. Math. Soc. 50 (12): 906–914. MR 0011393. doi:10.1090/s0002-9904-1944-08261-x
- Kaplansky, Irving (1945). «A note on groups without isomorphic subgroups». Bull. Amer. Math. Soc. 51 (8): 529–530. MR 0012267. doi:10.1090/s0002-9904-1945-08382-7
- with I. S. Cohen: Cohen, I. S.; Kaplansky, Irving (1946). «Rings with a finite number of primes. I». Trans. Amer. Math. Soc. 60: 468–477. MR 0019595. doi:10.1090/s0002-9947-1946-0019595-7
- Kaplansky, Irving (1946). «On a problem of Kurosch and Jacobson». Bull. Amer. Math. Soc. 52 (6): 496–500. MR 0016758. doi:10.1090/s0002-9904-1946-08600-0
- Kaplansky, Irving (1947). «Lattices of continuous functions». Bull. Amer. Math. Soc. 53 (6): 617–623. MR 0020715. doi:10.1090/s0002-9904-1947-08856-x
- com Richard F. Arens: Arens, Richard F.; Kaplansky, Irving (1948). «Topological representations of algebras». Trans. Amer. Math. Soc. 63 (3): 457–481. MR 0025453. doi:10.1090/s0002-9947-1948-0025453-6
- Kaplansky, Irving (1948). «Rings with a polynomial identity». Bull. Amer. Math. Soc. 54 (6): 575–580. MR 0025451. doi:10.1090/s0002-9904-1948-09049-8
- «Topological rings». Bull. Amer. Math. Soc. 54: 909–916. 1948. MR 0027269. doi:10.1090/S0002-9904-1948-09096-6
- Kaplansky, Irving (1949). «Elementary divisors and modules». Trans. Amer. Math. Soc. 66 (2): 464–491. MR 0031470. doi:10.1090/s0002-9947-1949-0031470-3
- Kaplansky, I. (1949). «Primary ideals in group algebras». Proc Natl Acad Sci U S A. 35 (3): 133–136. Bibcode:1949PNAS...35..133K. PMC 1062983. PMID 16588871. doi:10.1073/pnas.35.3.133
- Kaplansky, Irving (1950). «Topological representations of algebras. II». Trans. Amer. Math. Soc. 68: 62–75. MR 0032612. doi:10.1090/s0002-9947-1950-0032612-4
- Kaplansky, Irving (1950). «The Weierstrass theorem in fields with valuations». Proc. Amer. Math. Soc. 1 (3): 356–357. MR 0035760. doi:10.1090/s0002-9939-1950-0035760-3
- Kaplansky, Irving (1951). «The structure of certain operator algebras». Trans. Amer. Math. Soc. 70 (2): 219–255. MR 0042066. doi:10.1090/s0002-9947-1951-0042066-0
- Kaplansky, Irving (1952). «Modules over Dedekind rings and valuations rings». Trans. Amer. Math. Soc. 72 (2): 327–340. MR 0046349. doi:10.1090/s0002-9947-1952-0046349-0
- Kaplansky, Irving (1952). «Orthogonal similarity in infinite dimensional spaces». Proc. Amer. Math. Soc. 3: 16–25. MR 0046564. doi:10.1090/s0002-9939-1952-0046564-1
- Kaplansky, Irving (1952). «Symmetry of Banach algebras». Proc. Amer. Math. Soc. 3 (3): 396–399. MR 0048711. doi:10.1090/s0002-9939-1952-0048711-4
- Kaplansky, I. (1952). «Some results on abelian groups». Proc Natl Acad Sci U S A. 38 (6): 538–540. Bibcode:1952PNAS...38..538K. PMC 1063607. PMID 16589142. doi:10.1073/pnas.38.6.538
- Kaplansky, Irving (1953). «Infinite dimensional quadratic forms admitting composition». Proc. Amer. Math. Soc. 4 (6): 956–960. MR 0059895. doi:10.1090/s0002-9939-1953-0059895-7
- Kaplansky, Irving (1953). «Dual modules over a valuation ring. I». Proc. Amer. Math. Soc. 4 (2): 213–219. MR 0053092. doi:10.1090/s0002-9939-1953-0053092-7
- Kaplansky, Irving (1958). «Lie algebras of characteristic p». Trans. Amer. Math. Soc. 89: 149–183. MR 0099359. doi:10.1090/s0002-9947-1958-0099359-7
- Kaplansky, Irving (1962). «Decomposability of modules». Proc. Amer. Math. Soc. 13 (4): 532–535. MR 0137738. doi:10.1090/s0002-9939-1962-0137738-6
- Kaplansky, Irving (1980). «Superalgebras». Pacific J. Math. 86 (1): 93–98. doi:10.2140/pjm.1980.86.93
- Kaplansky, Irving (1994). «A quasi-commutative ring that is not neo-commutative». Proc. Amer. Math. Soc. 122: 321. MR 1257114. doi:10.1090/s0002-9939-1994-1257114-3
- «The forms x+32y2 and x+64y2 ». Proc. Amer. Math. Soc. 131: 2299–2300. 2003. MR 1963780. doi:10.1090/s0002-9939-03-07022-9